# リアルサウンド 〜風のリグレット〜
『リアルサウンド 〜風のリグレット〜』（リアルサウンド かぜのリグレット）は、株式会社ワープより発売されたセガサターン用ゲームソフト。ジャンルはインタラクティブサウンドドラマ。
本作は映像が一切存在せず、「音だけでプレイする」という極めて異色のゲームである。基本的にはラジオドラマと同じであり、プレイヤーは音を聞いてストーリーを楽しむものであるが、サウンドノベル形式のゲームと同じように選択肢によってストーリーが変化し、異なるエンディングを迎える。
タイトルの「風」とは台風であり、「リグレット」は後悔を意味する。

## 概要
音だけのゲーム「リアルサウンド」シリーズの第1作目として、恋愛をテーマにした『風のリグレット』が1997年7月18日にセガサターンソフトとして発売された。ワープ代表の飯野賢治が脚本家の坂元裕二へ「今作のゲームシステムと親和性の高いラブストーリーを書き下ろしてほしい」と依頼し、シナリオの完成後に坂元と縁のある役者に声優を依頼する形で作品を作り上げていった。
画面を必要としないため、セガサターンをテレビではなくオーディオ機器に接続してもプレイが可能であり、視覚障害者でもプレイできるように点字印刷された取扱説明書を希望者に郵送で配付していた。
1999年3月11日にドリームキャストに移植される。ドリームキャスト版には風景イメージなどが挿入されている。

## ゲーム内容
プレイヤーは各シーンの音声を聴取し、チャイム音が鳴った際に次の行動を選択する事でストーリーが展開していく。チャイム音の後に方向ボタンを押すことで、次の行動となるセリフを聞くことができる。
次の行動を決定する選択肢には、ストーリー展開に直接影響する選択肢の「シーン分岐選択肢」と、直接次のシーンに影響しない「パラメータ選択肢」の2種類が存在する。「パラメータ選択肢」では主人公の心情が数値化され、エンディング内容などに変化が出る仕組みとなっている。
また、オートセーブ方式のため、電源を切った際は前回のシーンから始める事ができる。
本作には、「1つのハッピーエンド」と「4つのバッドエンド」が存在するが、難易度はそう高くなく、奈々への返事を好意的に行っていけば、自然にハッピーエンドに到達する。

## ストーリー
プロローグ
「じゃあ台風の目、見に行かない？」
「７時５分前に、時計台の前で待ち合わせね」
主人公の青年・野々村博司は、小学生の頃に「祖父がなくなり両親もいないため、夏休みが終わったら転校する」という隣の席の女の子と、2人で台風を見に行く約束をする。だが、待ち合わせの時計台に、その女の子は現れなかった。そして女の子は、そのまま転校してしまっていた。
序盤
月日は経ち、その女の子桜井泉水と偶然再会した博司は、彼女と付き合う事になる。大学生になった博司は彼女に起こされ、彼女の会社の人事部長を紹介してもらうはずだった。しかし2人で面接に向かう途中、彼女は突然地下鉄を降りて、どこかへ失踪してしまう……。
5日が経過し、共通の友人である三井から、「数日前、泉水を表参道のファミレスで見かけたという人がいる」と連絡があった。
行方不明の泉水のアパートを尋ねたところ、電車で出会ったツグミをポケットに入れた少女・高村奈々が、泉水が落とした手帳を届けにきていた。泉水が不在であったため、隣の住人に頼んでベランダから泉水の部屋に入った2人は、台所にあった時刻表を見つけ、博司と泉水が育った町へ行く夜行列車・特急「かえで」のページを見た形跡があったことから、奈々と2人で故郷へと向かう。
中盤
阿九美町に着いた博司は、公衆電話から自宅の留守電をチェックすると、しゃがれた声で「元気にしています」と泉水のメッセージが入っていた。同じ小学校だった同級生の麻美が、教育実習で帰郷していたため会って話をするが、当時の泉水とはあまり良い関係ではなかったという。その後、親の不動産屋を継いだという同級生・玉木と話をしたところ、泉水は中学からは隣町の中学に通っており、中学・高校と男をとっかえひっかえしていたという。
偶然乗ったタクシーで、タクシー運転手をしている小学校の同級生・宮坂と再会した博司は、宮坂が東京で働いてたときにタクシーに乗り込み、泉水は香水に毛皮のコートという水商売のような恰好で男と一緒にいたという。泉水に両親はいないはずだが、宮坂は「両親は健在」だと言い、博司は「桜井」という表札のかかった泉水の実家のチャイムを押すことができなかった。
自宅の留守番メッセージには、「野々村くん、元気ですか。泉水です。会えなくて淋しいけど、わたしは元気です。今日、あの日のことを思い出しました。また台風が来ます。わたしは今でも、あなたのことが好きです。また、電話します」と録音が入っていた。
終盤
翌日、待ち合わせ場所にしていた時計台を訪れるが、一昨年に火事で燃えて取り壊され、隣に公園が作られたという。雨が降り出し、廃屋になったドライブインに雨宿りした2人は、駆け落ちの思い出について話をする。不意にツグミが奈々の手から逃れて、外に飛び出してしまう。
ツグミを探してずぶ濡れになった二人は、焚火をして奈々はそのまま眠ってしまう。奈々のポケットから泉水の手帳を見ようとするが、奈々が目を覚まし、そのまま外に飛び出して行ってしまう。ホテルに帰っても奈々は戻らず、自宅の留守電には友人の三井から、「泉水がいたのはファミレスじゃなくて、ホテルのバーだった。男と一緒だったよ」とメッセージが入っていた。
台風が近づいで大雨洪水警報が発令され、戻らない奈々を探しに出た博司は、パトロール中の警官から時計台は2つ存在することを聞く。そして、全てを理解する。10年前、教室の隣の席に座り、時計台に行く約束をしていたのは、奈々だったのだ。もう一つの時計台には、奈々が座っており、2人は思い出話に花を咲かせる。
ラスト
台風が過ぎ去り、奈々と2人で東京に帰ることになったが、ホームで泉水と再会する。奈々は走り去り、海岸まで追いかけた博司に「彼女とよりを戻す」よう告げる。立ち去る奈々を、博司は追いかけることができなかった。
東京への電車で、泉水から事情を聞く。会っていた男性は既婚者で、何度も別れようとしていたこと。電車が揺れたとき博司がぶつかったのが、その男性であったこと。博司が初恋の相手であり、博司の思い出を盗むために「隣の席の少女」であると嘘をついたこと……。その後、2人は終始無言で列車は東京に着いた。
自宅の留守電のメッセージは、すべて風邪を引いたフリをした奈々の声だった。一度、無言電話があったものの、「もしもし、奈々だよな、会いたい、会いたいんだ……」と告げたところ、電話は切れてしまう。
エピローグ
それから数か月後、博司はとある会社の最終面接を受けていた。「タイムマシンがあったらどこへ戻りますか？」という質問に対して、「戻りたいとは思いません。過去があるから、今の自分があるからです」と答える。あれから泉水とは、友人としての関係性に戻っていた。
面接からの帰り道、地上へ上がる階段を駆け上がると、ツグミを連れた奈々が現れる。2人は手をつなぎ、2度と手放さないと心に近いながら、2人は歩いていく。

## 舞台
- 阿久美町 - 主人公の野々村が生まれ育った町。
- 時計台
- 海水浴場
- おこづち山
- 未分里坂
- あかね橋
- ゲームCM撮影場所 - 広島県尾道市浦崎町。浦崎の辻堂近辺。

## 登場人物と声優
野々村博司
声 - 柏原崇
就職を控えた大学生。失踪した恋人の桜井泉水を探し求め、郷里である阿久美町へと向かう。
高村菜々
声 - 菅野美穂
「ツグミ」という鳥を飼っている謎の少女。桜井泉水の手帳を拾い、本人に渡すために桜井のマンションを訪れた時に野々村と出会う。以後、野々村と行動を共にする。
桜井泉水
声 - 篠原涼子
野々村博司の恋人。短大卒業後に都内の企業に就職していたが、突如失踪する。
麻美
声 - 裕木奈江
野々村の小学校時代の同級生。阿久美町で教育実習生をしている。
少年
声 - 末広透
少女
声 - 前田愛
園川
声 - 清田正浩
玉木
声 - 山口晃史
野々村の中学校時代の同級生。阿久美町で不動産会社を経営している。
三宅
声 - 戸田昌宏
ナレーション
声 - 中村尚子

### 友情出演
- 飯田和敏（パーラム）
- 斎藤由多加（オープンブック9003）

## 音楽

### 主題歌 / エンディングテーマ
「ひとつだけ」
歌：矢野顕子
作詞・作曲：矢野顕子

### 挿入歌
「天気予報のうた～Wheatherman～」
歌：鈴木慶一
作詞：坂元裕二
作曲：鈴木慶一

## 開発

### 脚本
本作の企画は同社の作品『Dの食卓』（1995年）の制作後に始まり、『エネミー・ゼロ』（1996年）の制作前には、「絵のないゲーム」としての構想があったという。「絵のないゲーム」であるためセリフが重要になると思った飯野賢治は、テレビドラマの脚本家に依頼する事を検討する。また、当時『Dの食卓』をプレイしていた脚本家の坂元裕二はゲーム制作者へのアプローチを模索しており、飯野へのインタビューが実現する。インタビュー中に飯野が本作の構想を話したところ、坂元は脚本の担当を受諾する事となった。

### 音楽
音楽の担当は当初より飯野は鈴木慶一に依頼する事を検討しており、アイデアに興味を抱いた鈴木は制作を受諾するものの、飯野側から具体的な指示がないため、また映像がなく台本のみのため音楽制作に苦労したという。飯野と鈴木は出来上がった曲をどこに入れるかを二人で決めており、通常のテレビドラマではツボにはまる位置に挿入するべき曲を、あえてツボを外した形で曲の挿入箇所を決めていった。また、出演者の音声のみでは1時間に満たない長さだったが、音楽を入れる事によって、トータルで3時間半の長さまで拡大した。

### 声優
野々村を演じた俳優の柏原崇は、飯野から声優の演技とは異なる日常の会話を演じてほしいと要求されたが、非常に困難であったと語っている。また、台本の量が通常の映画の3倍程度多いものだったとも語っている。

### 録音
録音に関しては、エンジニアである大川正義は「非常に面白くかつ大変な作業」であったと語り、睡眠時間が2～3時間の日々が何日も続いたという。レコーディングには4つの録音ブースを用意し、体育館のシーンでは広い部屋、タクシーの中のシーンでは狭い部屋など使い分けて録音していた。
また、作中の効果音はすべて直撮りの生収録のものを使用しており、トンネルなどの音のないシーンでも実際にトンネルで録音した音を挿入しているという。効果音の録音には「アーヘナコプフ」という人間の頭の形をしたマイクロフォンを使用し、「Q Sound」という音響システムを使用して立体音響になっている。

## スタッフ
- 制作・著作：株式会社ワープ
- 監督・企画・プロデュース：飯野賢治
- 脚本：坂元裕二
- 音楽：鈴木慶一
- 企画：渡辺修
- プログラム：佐藤直哉
- 制作協力：江口勝敏
- キャスティング協力：八木桂子、泉澤麗子
- 収録スタジオ
  - サウンドバレー四谷
    - エンジニア：市川高信、大川正義
    - アシスタントエンジニア：松永健司、山下景子
- ナレーション収録：ファーストサウンズ
- 音楽制作
  - プロデュース：鈴木慶一
  - 作曲：鈴木慶一、飯野賢治
  - 編曲：鈴木慶一、デヴィッド・ベッドフォード、デイヴ・グレゴリー (XTC)、飯野賢治
  - 歌唱：鈴木慶一、菊池由美、森本精人
  - コーラス：インターナショナル・フーリガンズ
  - コーディネーション協力：野田美佐子、掛川陽介、OR.UK
- 収録スタジオ
  - フリースタジオ渋谷
    - エンジニア：寺田仁
    - マニピュレーター：土岐幸男
    - アシスタントエンジニア：狩野佑次

  - アビーロードスタジオロンドン
    - エンジニア：グレン・トミー
    - アシスタントエンジニア：アンドリュー・ホットミッツ
- ミックスダウンスタジオ
  - スタジオジャイヴ
    - エンジニア：寺田仁
    - アシスタントエンジニア：柳沢真史
- ミュージシャンズ：鈴木慶一、デイヴ・グレゴリー、デヴィッド・ベッドフォード・オーケストラ、コヴェント・ガーデン・クォーテット、Minako Kubota、矢口博康、駒沢裕城、松田幸一、武川雅寛、星川薫、佐藤まこと、佐藤純郎、石井完治
- 効果音制作：（株）イメージファクトリィ
- ファイナルミックススタジオ
  - スタジオジード
  - ワンダーステーション代々木
    - エンジニア：大川正義、市川高信
    - アシスタントエンジニア：和田幸保、井上麻弥
- データコンバート：竹花直樹
- サンキュウ：メリーゴーランド、タニプロモーション、アンクルF、コムスシフト、バグポイント、劇団日本児童、OR、スパークス、ハリオン、ニューフレンズ、ファーストスマイル・エンタテンメント

## 評価
セガサターン版
ゲーム誌『ファミ通』の「クロスレビュー」では8・6・5・8の合計27点（満40点）、『SATURN FAN』の読者投票による「ゲーム通信簿」での評価は以下の通りとなっており、24.2点（満30点）となっている。
| 項目 | キャラクタ | 音楽 | お買得度 | 操作性 | 熱中度 | オリジナリティ | 総合 |
| 得点 | 3.5        | 4.5  | 3.8      | 3.8    | 3.9    | 4.7            | 24.2 |

ドリームキャスト版
ゲーム誌『ファミ通』の「クロスレビュー」では7・6・6・6の合計25点（満40点）になっており、レビュアーからの肯定的な意見としては、「音だけによる想像力のほうが、プレーヤーそれぞれに風景を生み出す。ラジオドラマ的」、「ドラマ好きな俺としては、ストーリーはとても気に入った」、「音楽シーンで間延びすることしばしばだがストーリーは◎」などと評されている。
否定的な意見としては、「今回は映像はあるが、ゲームの本筋には関係ないBGVの位置づけ」、「屋外シーンなのに、室内で会話しているかのような反響音が聞こえるのはどうか」、「個人的にはあまりハマれませんでした」、「肝心の音質も悪くはないが、演技力で気になる点は多々あるし、ビジュアルモードは表示しないほうが効果的かと」などと評されている。

## 移植版・関連作品

### 移植版
| 発売日        | 対応機種         | 開発元 | 発売元 | メディア    | 型式                            | 備考               |
| ------------- | ---------------- | ------ | ------ | ----------- | ------------------------------- | ------------------ |
| 1999年3月11日 | ドリームキャスト | ワープ | ワープ | GD-ROM2枚組 | T-30001M（初回限定版） T-30002M | ぷるぷるぱっく対応 |

### ラジオドラマ版
1997年9月、TOKYO FM（全国ネット）でラジオ版が放送された。ゲーム内のドラマをラジオ向けに編集した特別版であった。

### オーディオブック版
2024年7月18日、発売から27周年の記念日に、ワープの後継会社であるフロムイエロートゥオレンジよりオーディオブックとして配信が開始された。購入特典として、坂元裕二による「オリジナル脚本ブック（PDF）」と、発売当時にプロモーション用として収録された「飯野賢治メッセージ（ボーナストラック）」が収録された。

## 続編
「リアルサウンド」シリーズの第2作目として、恐怖を目指した作品『霧のオルゴール』の制作が発表され、ホラー作品として企画が進められた。これに関し飯野は「音だけのドラマとしては、恋愛より恐怖をテーマにしたもののほうがやりやすい」ため、あえて困難な恋愛ドラマを先に発売したと述べている。
内容は1プレイが30分から1時間程度になる物を想定しており、グラフィックを表示する事も検討していた。雑誌広告なども打っており、当初は1998年6月の発売を予定していたが発売には至っていない（｢ナイトワープ Eno@Home」内で音声圧縮技術の委託先が開発に失敗した為発売延期になったと発言している）。また、この為に飯野賢治が構想していたストーリーは『Dの食卓2』（1999年）で使用されることとなった。
第3作目として、お笑いをテーマにした作品『スパイランチ』も企画されていたが、同様に発売には至っていない。